# Arona (Olaszország)
Arona település Olaszországban, Piemont régióban, Novara megyében. Lakosainak száma 13 694 fő (2023. január 1.). Arona Comignago, Invorio, Oleggio Castello, Angera, Dormelletto, Meina és Paruzzaro községekkel határos.

## Népesség
A település népességének változása:
| Lakosok száma | 14 114 | 13 966 | 13 694 |
|               | 2017   | 2018   | 2023   |

## Híres szülöttei
- Giovanni Kyeremateng labdarúgó